# Skrunda-1
Skrunda-1 er en spøgelsesby fem kilometer nord for byen Skrunda i Letland. Det var tidligere stedet, hvor to sovjetiske radarinstallationer blev opført i 1960'erne. Den 60 meter høje konstruktion, som indeholdt radarenhederne, var en af de vigtigste sovjetiske tidlig-advarsels-radarstationer brugt til at lytte efter objekter i rummet, og til at spore eventuelle interkontinentale ballistiske missiler.
I 2008 besluttede den lettiske regering sig for at sælge Skrunda-1, og den 5. februar 2010 blev hele den tidligere by solgt som ét enkelt lot på en auktion i Riga.  Budgivningen begyndte ved 150.000 lats. Det vindende bud kom fra en ukendt russisk investor for 1,55 millioner lats. Auktionen, der varede to timer, havde også en anden russisk byder, såvel som en byder fra Aserbajdsjan.